# Дігніті Хелс Спортс Парк
«СтабХаб Центр» ( StubHub Center), до 2013 року «Хоум Діпо Сентер» (англ. The Home Depot Center), — футбольний стадіон на 27 тисяч місць, розташований на території кампусу Університету штату Каліфорнія-Домінгес-Хіллс в місті Карсон, в шістнадцяти кілометрах на південь від центру Лос -Анджелеса. Домашнє поле професійного футбольного клубу «Лос-Анджелес Гелаксі», що виступає в MLS вищій футбольній лізі США та Канади.
Стадіон є частиною багатофункціонального спортивного комплексу, також включає в себе тенісний корт на 8 тисяч місць, легкоатлетичний стадіон на 20 тисяч місць і критий велодром на 2450 місць. «Стабхаб Сентер» також є національним тренувальним центром Федерації футболу США і використовується чоловічою, жіночою і юнацькою національними збірними для тренувань і обраних домашніх матчів.

## Історія
У перші десять років існування стадіон називався «Хоум Діпо Сентер» по імені спонсора американської компанії The Home Depot, власника найбільшої в світі торгової мережі з продажу інструментів для ремонту і будматеріалів. З 1 червня 2013 року права на перейменування стадіону були викуплені  (дочірньої компанії eBay), онлайн-сервісом з перепродажу квитків на концерти і спортивні змагання, в зв'язку з чим стадіон був перейменований в «Стабхаб Сентер» (StubHub Center).
У спортивному комплексі виступали колишній клуб MLS «Чівас США» (2005—2014), яка проіснувала три сезони (2006—2008) команда по лакроссу «Лос-Анджелес Ріптайд» (Major League Lacrosse) і проіснувала лише один сезон-2009 команда по жіночому футболу «Лос-Анджелес Сол» (Women's Professional Soccer).
Крім футбольних матчів, в «Стабхаб Сентер» також проходять змагання Всесвітніх екстремальних ігор, турніри з регбі та виступи популярних музичних груп.

## Важливі спортивні події
З моменту його відкриття в 2003 році «Стабхаб Сентер» використовувався для проведення численних національних і міжнародних матчів, включаючи матчі національних збірних Мексики, Швеції, Південної Кореї, Чилі та інших країн.
Тут проходили розіграші Кубка MLS (2003, 2004, 2008, 2011, 2012, 2014; рекордне число раз в історії ліги) і фінал Відкритого кубка США 2005 року. Стадіон був обраний для проведення «Матчу всіх зірок MLS» в 2003 році. «Стабхаб Сентер» був однією з шести арен жіночого чемпіонату світу 2003 року. Зокрема тут проходили фінальний матч і матч за третє місце, а також ряд матчів групового етапу. Стадіон також брав багато матчів Золотого кубка КОНКАКАФ і Ліги чемпіонів КОНКАКАФ, як чоловічих, так і жіночих команд.
15 червня 2008 року на стадіоні проходив матч відбіркового турніру чемпіонату світу 2010 між збірними США і Барбадосу, що завершився перемогою США з рахунком 8:0.
На стадіоні проводили матчі відомі команди, такі як «Реал Мадрид», «Челсі», «Америка», «Гвадалахара» і багато інших.